# Divo Vannucci
Divo Vannucci (Nave, 13 gennaio 1954) è un ex calciatore italiano, di ruolo portiere.

## Carriera
Dopo un anno trascorso con le giovanili del Milan, senza riuscire ad approdare in prima squadra, debutta in Serie D nel 1973 giocando per un anno da titolare nel Martina e per due anni difendendo i pali del Nardò.
Nel 1976 viene acquistato dal Lecce, neopromosso in Serie B dove disputa complessivamente 56 gare nel corso di sei stagioni fra i cadetti con l'intermezzo dell'annata 1979-1980 in Serie C2 con la Lucchese; nei primi tre anni è portiere di riserva di Aldo Nardin,  mentre nei campionati 1981-1982 e 1982-1983 si alterna nel posto da titolare con Graziano De Luca.
Nel 1983 passa al Rende dove gioca le ultime due stagioni da professionista in Serie C1 e Serie C2.